# Avalon (film, 2001)
Cet article concerne le film de Mamoru Oshii. Pour le film de Barry Levinson, voir Avalon.
Pour les articles homonymes, voir Avalon (homonymie).
Pour plus de détails, voir Fiche technique et Distribution.
Avalon (Gate to Avalon) est un film nippo-polonais réalisé par Mamoru Oshii, sorti en 2001. Oshii a réalisé un autre film dans le même univers : Assault Girls (2009).

## Synopsis
Dans un avenir proche, le jeu de guerre illégal Avalon est un jeu vidéo sur lequel les joueurs branchent directement leur cerveau, et qui provoque des comportements addictifs. Certains joueurs sont tellement plongés dans le jeu que leur esprit y reste bloqué, leur corps demeure inerte, dans un état végétatif dont ils ne sortent plus : ce sont les non-revenus. Le nom « Avalon » provient de l'île des légendes celtes où vont les âmes des guerriers, dont celle du roi Arthur.
Comme dans tout jeu de tir à la première personne, les personnages du jeu commencent avec des possibilités réduites et armés uniquement d'un pistolet et d'un chargeur, dans la classe C. Au fur et à mesure qu'ils remplissent des missions, ils accumulent des points qui leur permettent soit d'améliorer les capacités de leur personnage, soit d'acquérir du nouveau matériel, mais qui peuvent aussi être convertis en argent que touche le joueur dans le monde réel. En progressant, ils accèdent à des missions de plus en plus difficiles, avec plus de contraintes (par exemple un temps limité pour réaliser la mission), dans la classe B puis la classe A. Certains joueurs montent des équipes pour réaliser des missions en commun.
Les programmeurs du jeu sont connus sous le pseudonyme des « Neuf sœurs (en) ». Les personnages les plus puissants sont les Bishops (« prêtres » en VF), seuls les joueurs les plus expérimentés arrivent à mener leur personnage à ce niveau.
L'héroïne, Ash, ne vit que pour le jeu, et par le jeu : elle a atteint un niveau suffisant (classe A) pour lui permettre de gagner sa vie en jouant. Elle faisait partie d'une équipe réputée, les Wizards, qui fut dissoute pour une raison mystérieuse. Elle rencontre un de ses anciens partenaires, Stunner, qui lui apprend que Murphy, le chef de l'équipe, est un non-revenu. Il aurait essayé d'accéder à un niveau caché, la classe « Spécial A » (SA), ou encore appelée classe Réelle, une image du monde réel courant, qui permettrait d'accumuler un nombre de points d'expérience faramineux. Ash décide de tenter d'accéder elle aussi à cette classe SA et se met à la recherche, dans le jeu, du point d'accès : une petite fille qui apparaît furtivement et surnommée Ghost (« le Fantôme »).

## Fiche technique
- Titre : Avalon
- Réalisation : Mamoru Oshii
- Scénario : Kazunori Itō (en)
- Production : Atsushi Kubo, Kazumi Kawashiro (ja), Shin Unozawa (ja), Tetsu Kayama (ja), Naoyuki Sakagami, Toru Shiobara et Shigeru Watanabe (ja)
- Musique : Kenji Kawai, Orchestre philharmonique de Varsovie
- Photographie : Grzegorz Kędzierski (pl)
- Montage : Hiroshi Okuda (ja)
- Décors : Barbara Nowak
- Sociétés de distribution : A-Film Distribution ; Miramax (Amérique du Nord)
- Budget : 8 millions de dollars
- Pays de production :  Japon,  Pologne
- Langue originale : polonais
- Format : Couleurs - 1.85:1 - DTS / Dolby EX 6.1 - 35 mm
- Genre : Thriller, science-fiction
- Durée : 106 minutes
- Dates de sortie : 
  - Japon : 20 janvier 2001
  - Belgique : 16 mars 2002 (Festival international du film fantastique de Bruxelles)
  - France : 27 mars 2002
  - Pologne : 12 avril 2002
  - Belgique : 1er mai 2002

## Distribution
- Malgorzata Foremniak (VF : Delphine Moriau) : Ash
- Wladyslaw Kowalski (pl) : Maître du jeu
- Jerzy Gudejko (pl) : Murphy
- Dariusz Biskupski (pl) : Bishop
- Bartłomiej Świderski (en) : Stunner
- Katarzyna Bargiełowska (pl) : Réceptionniste
- Alicja Sapryk (pl) : Gill
- Michał Breitenwald (pl) : Murphy des 9 Sœurs
- Zuzanna Kasz : Ghost
- Adam Szyszkowski : Joueur A
- Krzysztof Szczerbiński (pl) : Joueur B
- Marek Stawinski : Joueur C
- Jarosław Budnik (pl) : Cooper (voix)
- Andrzej Dębski (pl) : Cusinart (voix)

## Récompenses
- 2001 : Grand prix du jury au Festival International de Science-Fiction des Utopiales[2]
- 2001 : Meilleure photographie au Festival international du film de Catalogne[3]
- 2002 : Meilleure photographie au Durban International Film Festival[4]
- 2002 : Meilleur film au London Sci-Fi Film Festival (en)[5]